# 圣吉尔莱班

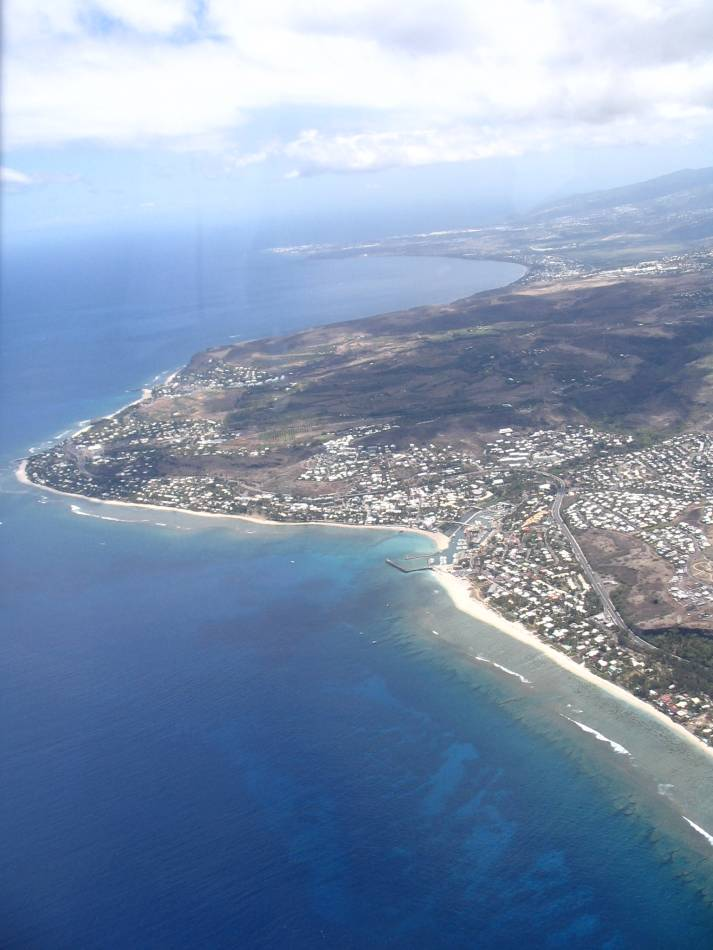
圣吉尔莱班

圣吉尔莱班（Saint-Gilles）是留尼汪西海岸圣保罗市镇的一个村庄。它是岛上一個海滨度假胜地。1907年，當地曾經遇到一場大火，許多建築被燒毀。